# Гайленкірхен (авіабаза)
Авіаба́за Гайленкірхен (англ. NATO Air Base Geilenkirchen, нім. NATO-Flugplatz Geilenkirchen) (IATA: GKE, ICAO: ETNG) — об'єднана військово-повітряна база НАТО, що розташована на території Федеративної республіки Німеччина поруч з містом Гайленкірхен, у землі Північний Рейн-Вестфалія. Авіабаза є основним місцем дислокації стратегічних літаків дальнього радіолокаційного виявлення Boeing E-3 Sentry та одною з двох оперативних баз сил дальнього радіолокаційного виявлення НАТО. На Гайленкірхені базується багатонаціональний компонент NATO AWACS — 17 літаків E-3А та реєстрацією в Люксембурзі (хоча ця країна не має національних ПС).

## Галерея

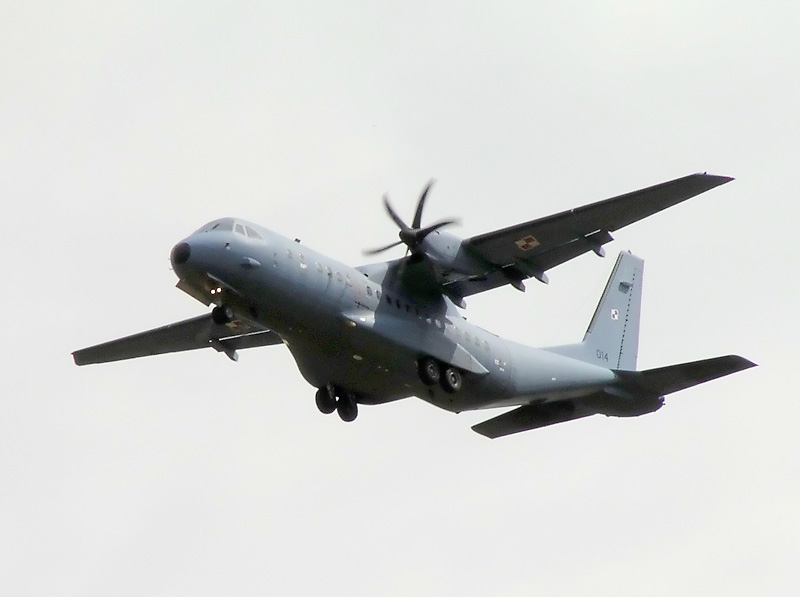
Польський військово-транспортний літак CASA C-295 іде на посадку на авіабазу Гайленкірхен. Червень 2007
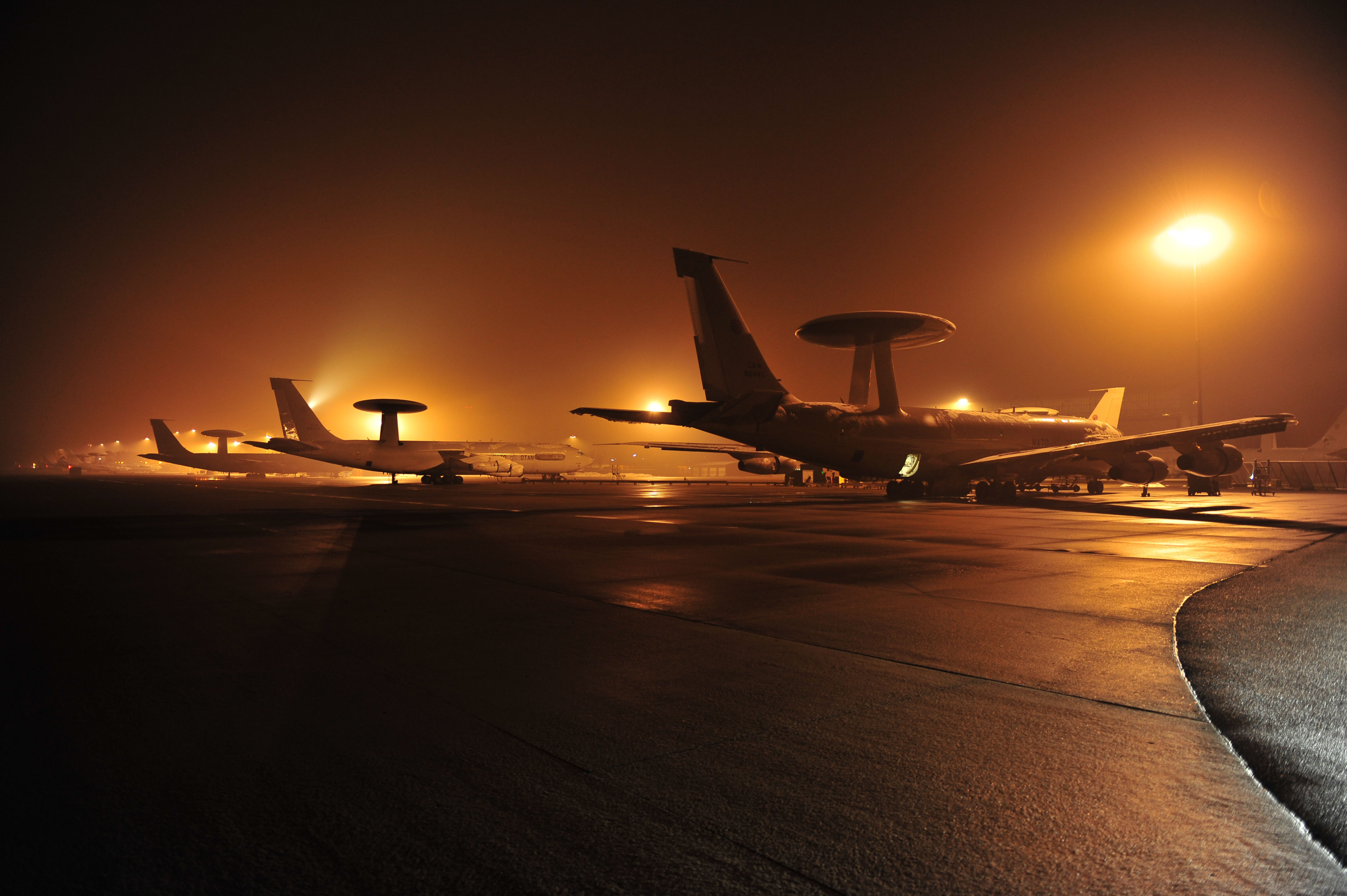
Літаки дальнього радіолокаційного виявлення Boeing E-3 Sentry поблизу термінала бази. 25 січня 2010
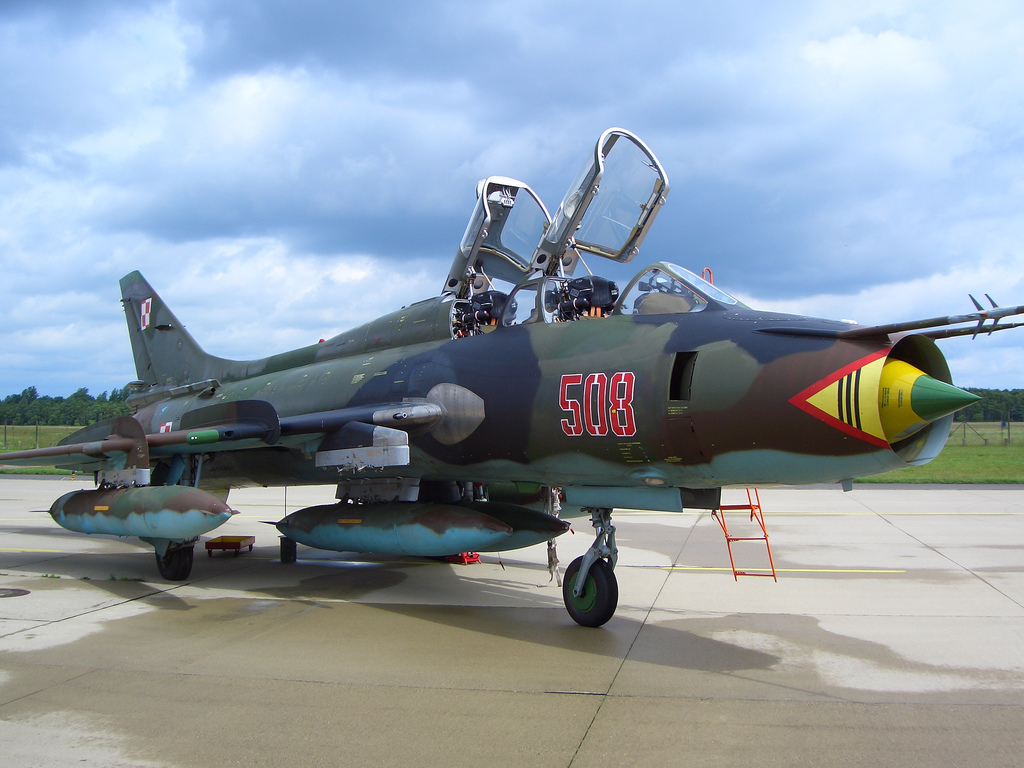
Польський Су-22 на злітній смузі авіабази НАТО. 25 січня 2010
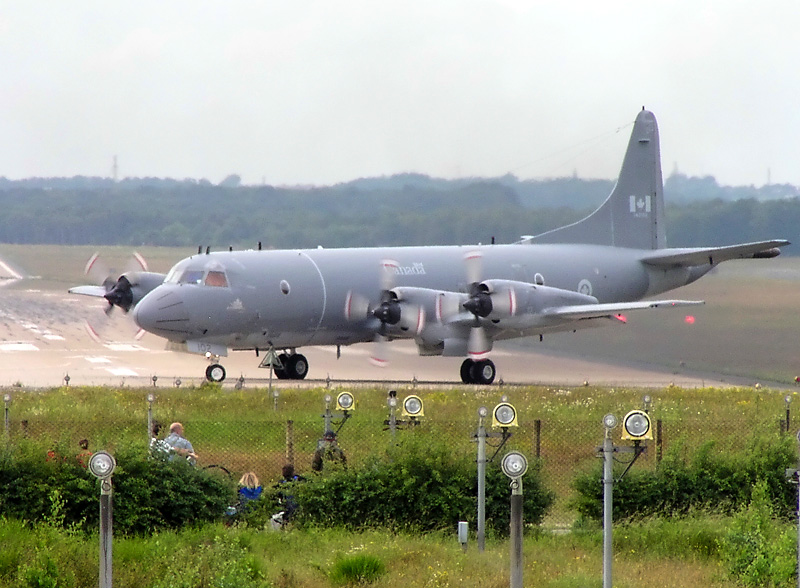
Канадський патрульний літак CP-140 Aurora на авіабазі Гайленкірхен. Червень 2007
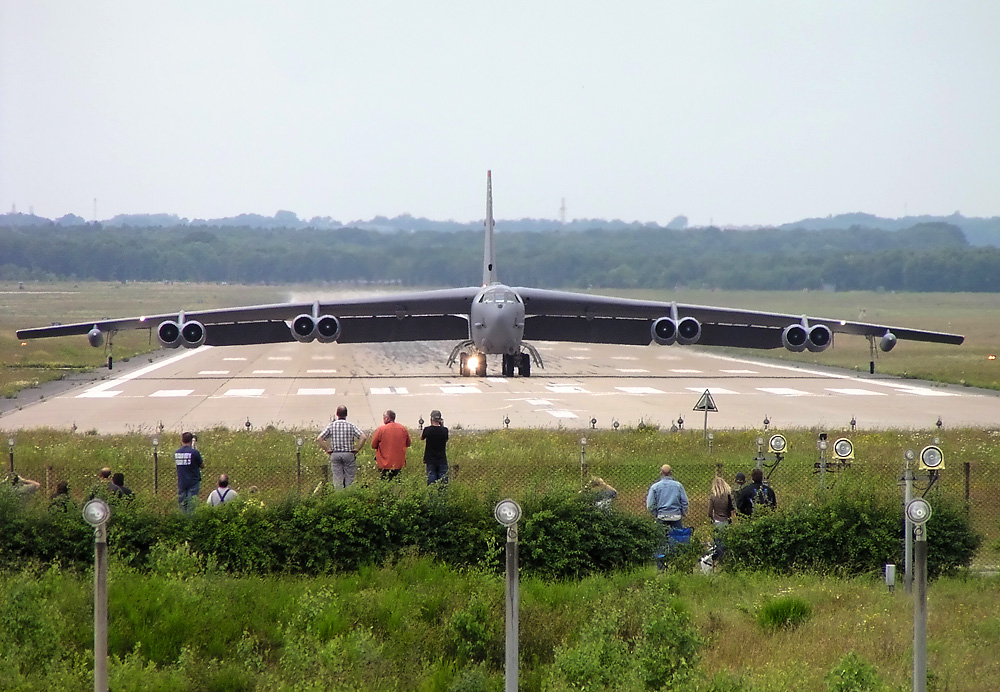
Стратегічний бомбардувальник B-52H Stratofortress на злітній смузі авіабази. Червень 2007
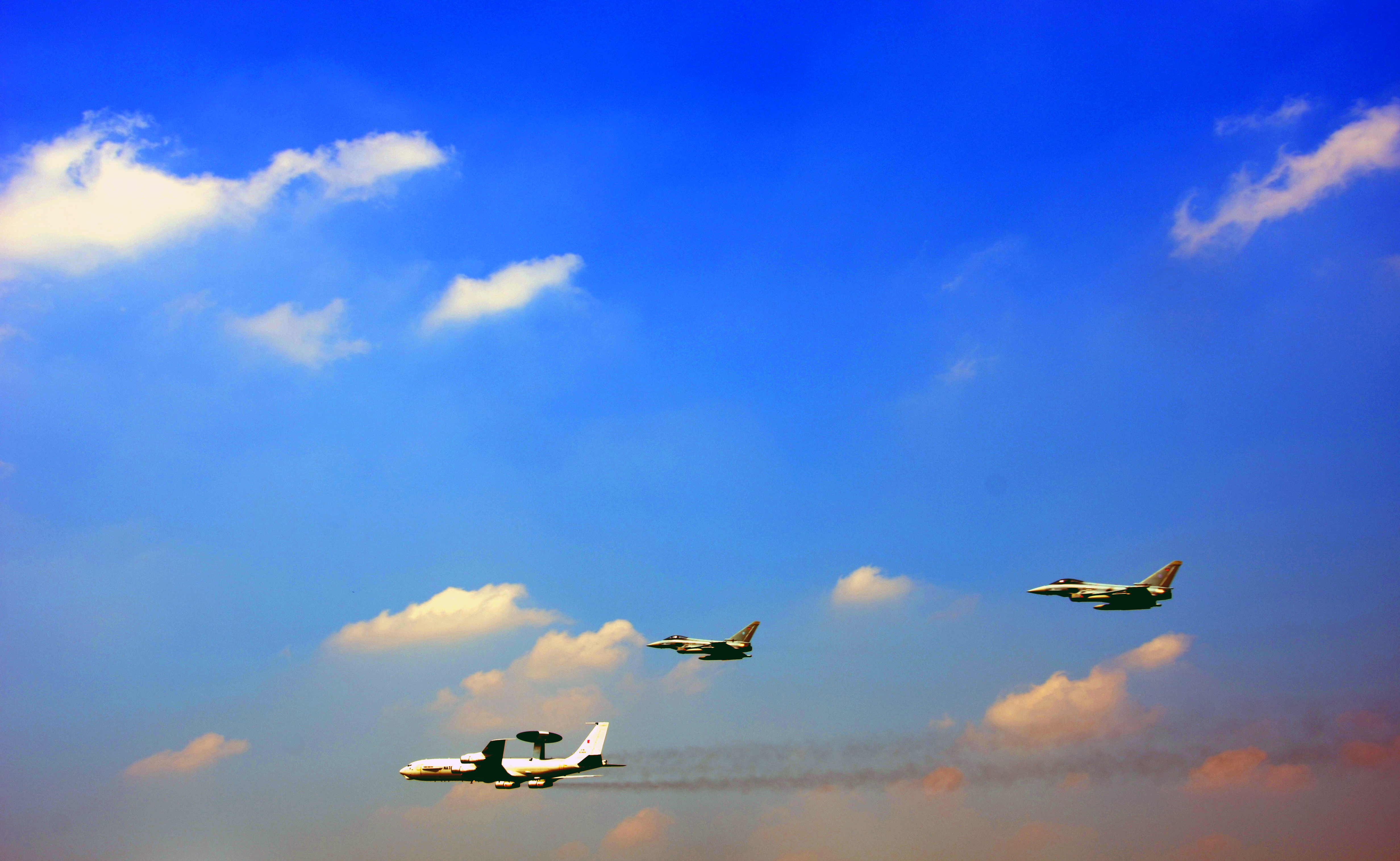
Boeing E-3 Sentry у супроводженні винищувачів Eurofighter Typhoon над авіабазою. 26 липня 2012
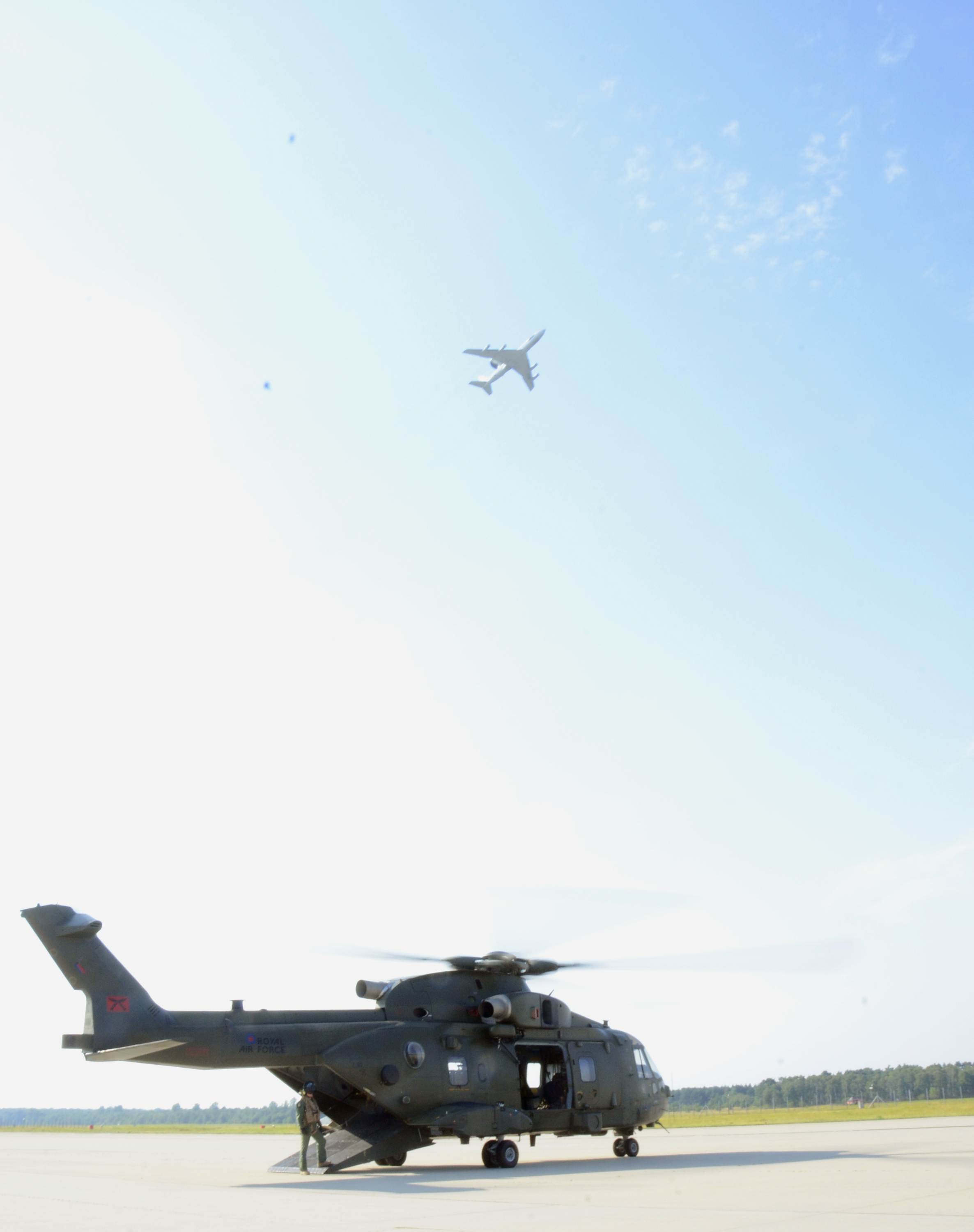
Літак дальнього радіолокаційного стеження Boeing E-3 Sentry над британським вертольотом Merlin HC3. 21 серпня 2013
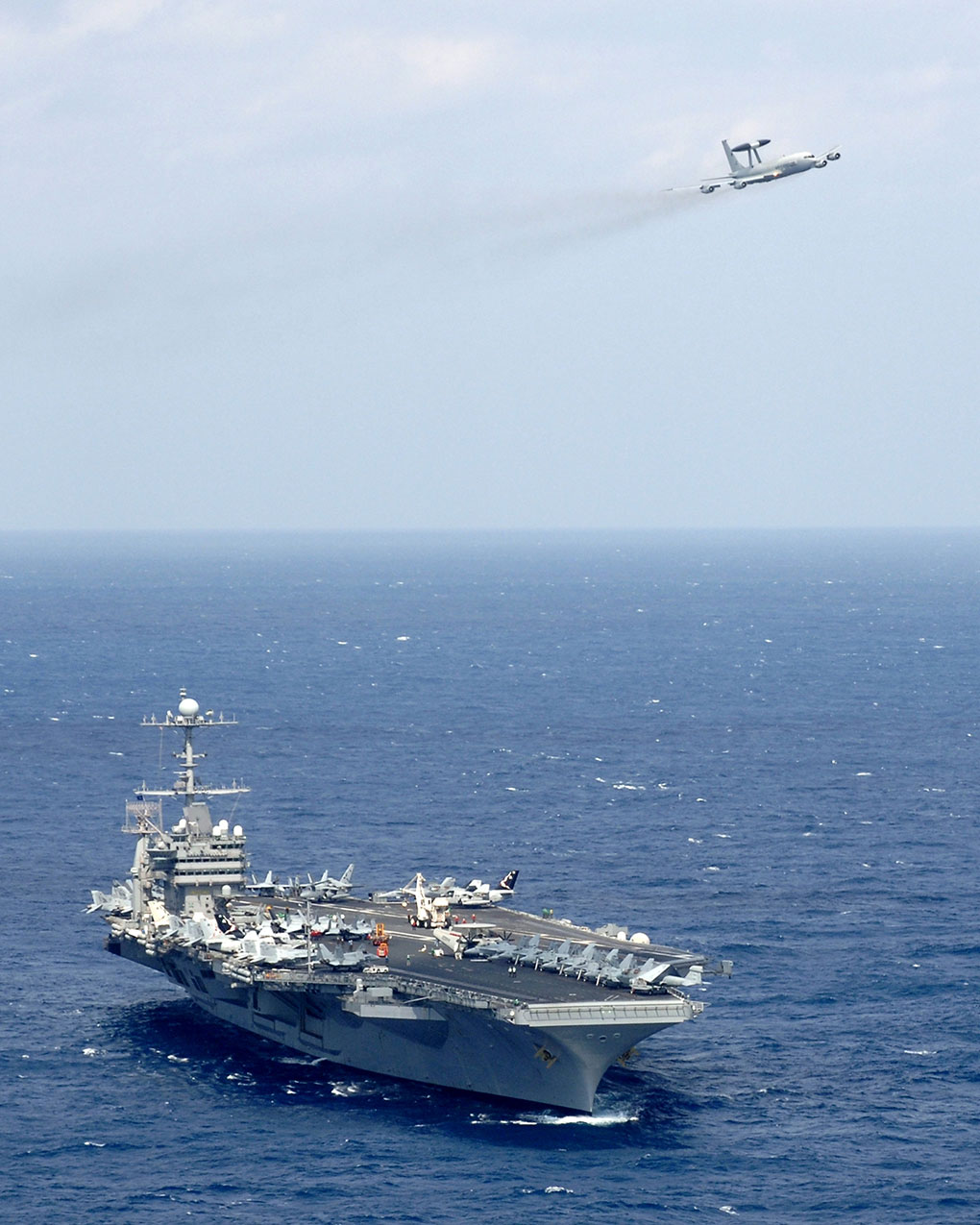
Літак ДРЛВ E-3 Sentry під час навчань над американським атомним авіаносцем «Гаррі Трумен». 22 вересня 2016
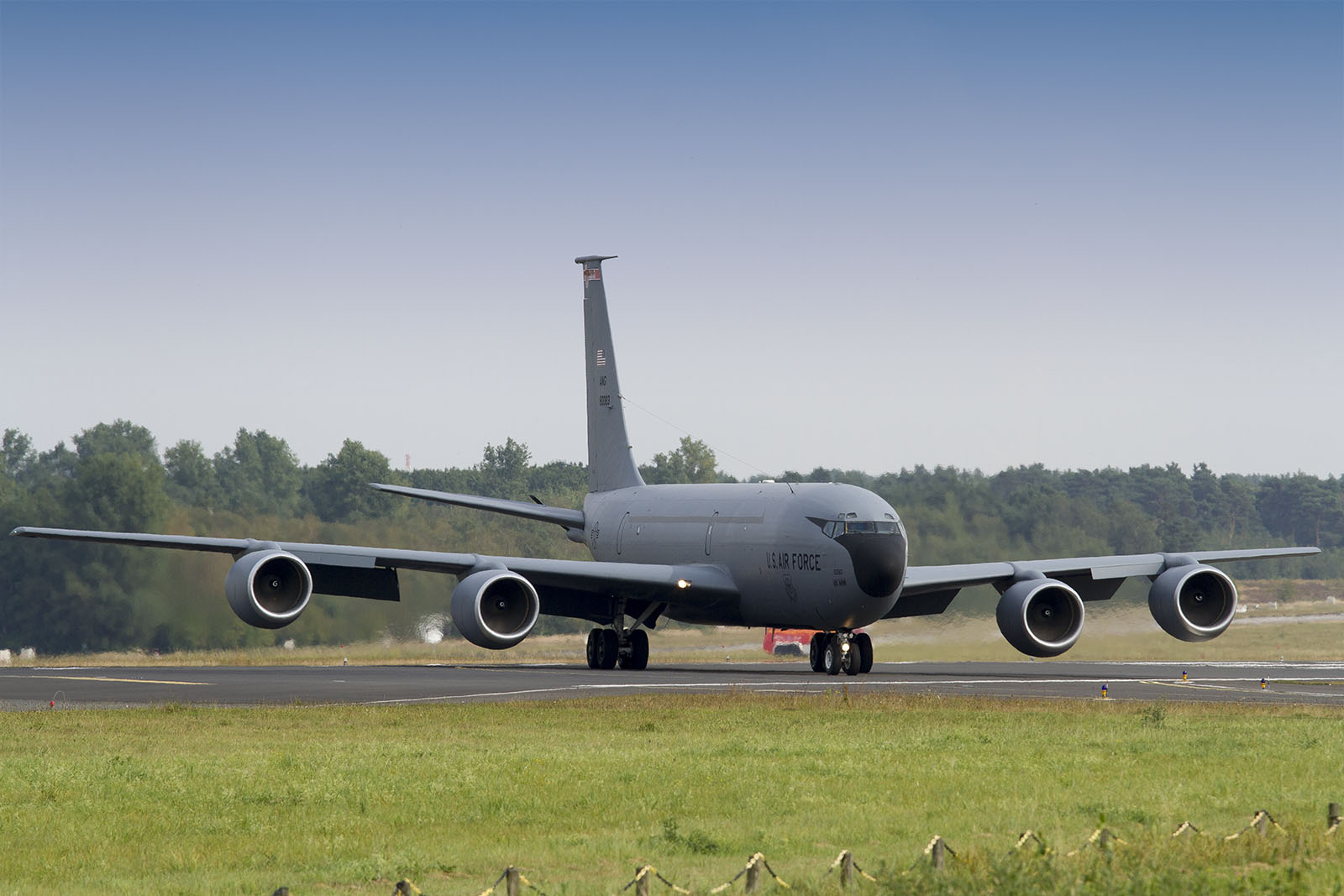
Літак-заправник KC-135 Stratotanker Повітряних сил Національної гвардії Аляски на базі. 22 вересня 2016
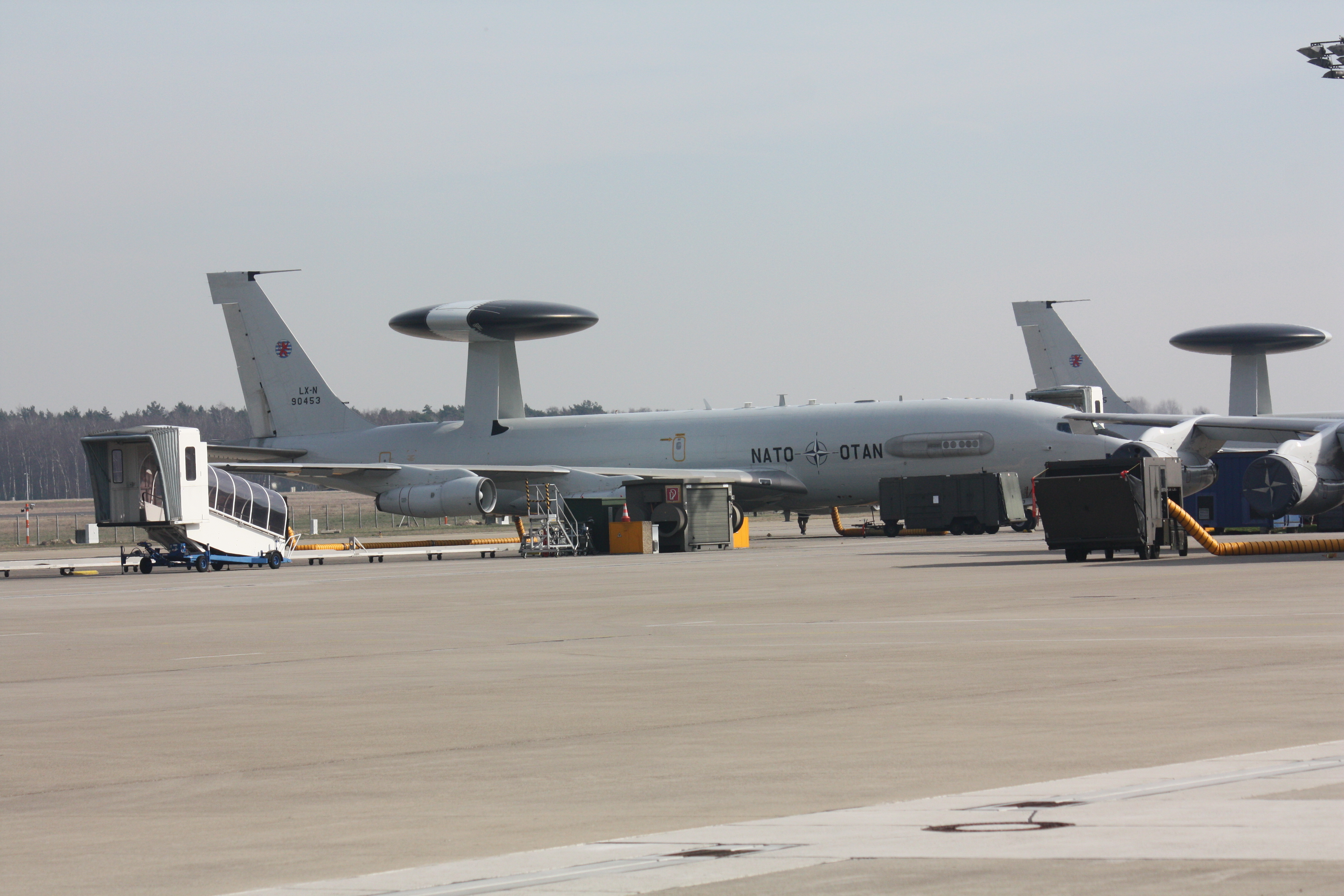
E-3 Sentry на ЗПС. 13 березня 2017